# Kněžmost
Kněžmost är en ort i Tjeckien.   Den ligger i regionen Mellersta Böhmen, i den centrala delen av landet, 60 km nordost om huvudstaden Prag. Kněžmost ligger 244 meter över havet och antalet invånare är 1 470.
Terrängen runt Kněžmost är platt.Runt Kněžmost är det ganska glesbefolkat, med 42 invånare per kvadratkilometer. Närmaste större samhälle är Mladá Boleslav, 12,9 km sydväst om Kněžmost. Trakten runt Kněžmost består till största delen av jordbruksmark.